# Perizoma griseata
Perizoma griseata är en fjärilsart som beskrevs av Otto Staudinger 1871. Perizoma griseata ingår i släktet Perizoma och familjen mätare. Inga underarter finns listade i Catalogue of Life.